# Sofía Achaval de Montaigu
Sofía Àchaval de Montaigu es una modelo, estilista, editora y diseñadora de moda argentina.

## Biografía
Sofía Àchaval nació y creció en Buenos Aires, ciudad donde cursó estudios de cine. Se trasladó a París en 2003 con 22 años para estudiar moda en el Studio Berçot. Su primer trabajo como modelo fue en una campaña para la marca Mulberry, y acto seguido participó en desfiles para Marc Jacobs y Louis Vuitton. También apareció en campañas para la casas de modas francesa Chloé.
Al terminar sus estudios, empezó a trabajar en Azzaro como becaria y más tarde como asistente de la diseñadora Vanessa Seward. Se retiró del modelaje y fue contratada por la revista de moda estadounidense V como estilista, convirtiéndose con el paso del tiempo en la editora general.
En 2018 se asoció con Lucila Sperber y Delfina Blaquier para crear la marca de moda Àcheval Pampa. El 4 de marzo de 2019, su colección otoño/invierno 2019-2020 debutó en la Semana de la Moda de París. En 2019 trabajó como corresponsal de moda para la revista Daily Front Row.

## Plano personal
Àchaval de Montaigu está casada con el periodista y escritor francés Thibault de Montaigu. La pareja tiene dos hijos y reside en París y Buenos Aires.